# Villameriel
Villameriel és un municipi de la província de Palència a la comunitat autònoma de Castella i Lleó (Espanya). Comprèn les pedanies de Cembrero, Santa Cruz del Monte, Villorquite de Herrera, San Martín del Monte i Villameriel.

## Demografia
| 1991 | 1996 | 2001 | 2004 |
| ---- | ---- | ---- | ---- |
| 191  | 170  | 152  | 141  |